# Dlhé lúky
Dlhé lúky este o arie protejată (arie specială de conservare — SAC, sit de importanță comunitară — SCI) din Slovacia întinsă pe o suprafață de 16,99 ha, integral pe uscat.

## Localizare
Centrul sitului Dlhé lúky este situat la coordonatele 48°33′05″N 16°57′54″E / 48.551389°N 16.965°E.

## Înființare
Situl Dlhé lúky a fost declarat sit de importanță comunitară în aprilie 2004 pentru a proteja 21 de specii de animale. Situl a fost protejat și ca arie specială de conservare în martie 2004.

## Biodiversitate
Situată în ecoregiunea panonică, aria protejată conține 4 habitate naturale: Lacuri eutrofice naturale cu vegetație de tip Magnopotamion sau Hydrocharition, Râuri cu maluri nămoloase cu vegetație de Chenopodion rubri p.p. și Bidention p.p., Fânețe de joasă altitudine (Alopecurus pratensis, Sanguisorba officinalis), Pajiști aluvionare inundabile, de Cnidion dubii.
La baza desemnării sitului se află mai multe specii protejate:
- păsări (15): lăcar-de-rogoz (Acrocephalus schoenobaenus), lăcar-de-lac (Acrocephalus scirpaceus), rață fluierătoare (Anas penelope), gârliță mare (Anser albifrons), gâscă cenușie (Anser anser), gâscă de semănătură (Anser fabalis), erete vânăt (Circus cyaneus), lebădă de vară (Cygnus olor), egretă albă (Egretta alba), presură de stuf (Emberiza schoeniclus), lișiță (Fulica atra), pescăruș râzător (Larus ridibundus), mărăcinar negru (Saxicola torquatus), corcodel mic (Tachybaptus ruficollis), sturzul viilor (Turdus iliacus)
- amfibieni (2): buhai de baltă cu burta roșie (Bombina bombina), triton cu creastă dobrogean (Triturus dobrogicus)
- nevertebrate (2): phengaris nausithous (Maculinea nausithous), Maculinea teleius
- pești (2): țipar (Misgurnus fossilis), boarță (Rhodeus sericeus amarus)

Pe lângă speciile protejate, pe teritoriul sitului au mai fost identificate 22 de specii de plante, 7 specii de amfibieni, 2 specii de mamifere, 7 specii de nevertebrate, 3 specii de reptile.